# Кур'єр Карелії
«Кур'єр Карелії» — республіканська суспільно-політична газета, що видавалася в Петрозаводську в 1917—2011 роках.

## Загальні відомості
З 1918 по 1991 роки газета була офіційним органом друку Карельського обласного комітету РКП(б)/КПРС і державних органів Карелії.
У роки Великої Вітчизняної війни редакція була евакуйована в Бєломорськ, де продовжувала випуск газети.
У 1955—1957 роках виходила фінноязична версія газети під назвою («Leninilainen totuus»).
У 1991 році засновником газети став колектив редакції.
Велику частину історії виходила 5 разів на тиждень. З 2010 року газета стала виходити 1 раз в тиждень (по четвергах) в результаті скорочення штату журналістського колективу.
1 вересня 2011 вийшов останній номер газети.

## Головні редактори
У різні роки газетою керували:
- У перші роки — Л. Г. Гершанович, Я. К. Берзситс, Я. Ф. Ігошкін, Х. Г. Дорошин , І. О. Данилов, О. Ф. Нуортева, П. Никифоров, І. Стерлін.
- У 1937—1954 роках — В. Шашков, І. Г. Кутас, Н. Орлов, Я. Крючков, І. Моносов.
- У 1954—1985 роках — Ф. О. Трофимов.
- У 1985—2011 роках — А. І. Багнетів, А. Осипов, С. Кулікаєв, І. Смирнова.

## Історія назви газети
- 29.06.1917 — «Новини Олонецької губернської Ради селянських, робітничих, солдатських депутатів»
- 18.04.1918 — «Новини Олонецького губернського виконавчого комітету Рад селянських, робітничих і солдатських депутатів»
- 09.07.1918 — «Новини Олонецького губернського виконавчого комітету Рад селянських, робітничих і червоноармійських депутатів»
- 01.01.1919 — «Олонецька комуна»
- 15.10.1920 — «Комуна»
- 01.01.1922 — «Карельська комуна»
- 14.10.1922 — «Червона Карелія»
- 04.08.1940 — «Ленінський прапор»
- 15.06.1955 — «Ленінська правда»
- 05.05.1991 — «Північний кур'єр»
- 23.02.2001 — «Північний кур'єр Карелії»
- 01.06.2001 — «Кур'єр Карелії»
- 25.09.2007 — «Північний кур'єр»
- 26.09.2007 — «Кур'єр Карелії»